# Acropteris ciniferaria
Acropteris ciniferaria es una especie de polilla del género Acropteris, familia Uraniidae. Fue descrita científicamente por Walker en 1866.
Las alas son blancas con un borde color crema. La larva es de forma fusiforme, de cuerpo translúcido. Las plantas huéspedes son especies de Dregea (Apocynaceae).

## Distribución
Se encuentra en los trópicos orientales de India, Sri Lanka, Célebes y las islas menores de la Sonda.